# Umalia orientalis
Umalia orientalis is een krabbensoort uit de familie van de Raninidae. De wetenschappelijke naam van de soort is voor het eerst geldig gepubliceerd in 1963 door Sakai.